# Aleksandr Suvorov
Aleksandr Vasiljevitj Suvorov-Rymnikskij (ryska: Александр Васильевич Суворов), född 24 november 1729 i Moskva, död 18 maj 1800 (13/11 resp 6/5 enl. g.s.), var en rysk fältherre (fältmarskalk och generalissimus) och greve, även kallad furst Italiskij. 
Suvorov anses vara en av Rysslands största krigshjältar genom tiderna.

## I Polen 1768 - 1772
Under kampen före Polens första delning ledde han 1768 stormningen av Kraków och trängde fram till Lublin i sydöstra Polen. Befordrad till generalmajor 1770, slog han Michal Kazimirz Oginski vid Stolowice den 22 september 1771 och intog året efter Bar-konfederationens sista platser, slottet i Kraków, Tyniek och Częstochowa.

## I Turkiet
I Katarina II:s första ryska krig mot turkarna (1768-74) gick han 1773 över Donau och vann först den 28 juni vid Turtukai och därefter vid Hirsova den 14 september. Den 27 januari 1774 gifte han sig med generalsdottern Varvara Ivanovna Prosorovskaja. Tillsammans med Michail Kamenskij segrade han vid Koslidsche den 17 juni 1774. Samma år gjorde han även slut på Jemeljan Pugatjovs bondeuppror mot livegenskapen. 1775 dog Alexanders far och den 11 augusti samma år föddes hans dotter Natalja. 1777-78 erövrade han återstoden av Krim och 1783 kuvade han de nogaiska tatarerna. Som belöning för detta utnämndes han 1786 till general och guvernör på Krim.
Under andra rysk-turkiska kriget (1787-91) försvarade han först framgångsrikt fästningen Kinburn den 12 oktober 1787 men han sårades svårt i vänster höft och underarm. Även vid stormningen av Otjakov (Очаков / Očakiv i nuvarande Ukraina) sårades Suvorov, denna gång i halsen. Under sjuktiden skadades han ytterligare när fästningen Otjakovs krutmagasin exploderade den 29 augusti. 1789 vann han flera framgångar under Grigorij Potemkins befäl. I förening med österrikiska trupper, under prins Fredrik Josias av Sachsen-Coburg-Saalfeld, slog han turkarna vid Focșani (i Moldavien) den första augusti 1789, vilket renderade honom Sankt Andreas orden med briljanter. Den 22 september 1789 vann han, åter tillsammans med prins Friedrich Josias trupper, en lysande seger över Yusuf Pasha vid floden Rymnik. Av kejsar Josef II av Tysk-romerska riket upphöjdes han därefter till riksgreve och av Katarina II till greve med tillnamnet Rymnikskij. Även 1790 var Suvorov Grigorij Potemkins högra hand och verkställde, tillsammans med generalmajor Michail Kutuzov, den 22 december stormningen av Ismail (nuvarande Ізмаїл i Ukraina) där han tillät sina soldater att plundra och döda. Hans blotta namn injagade skräck hos turkarna och senare hos polackerna. Efter Ismail föll han i onåd hos Potemkin och deltog inte mer i detta krig. I stället sändes han den 6 juli 1791 av Katarina II att överse fästningsbyggena vid svenska gränsen i Karelen. Efter freden 1791 utnämndes han till generalguvernör i Jekaterinoslav, på Krim och i de nyerövrade områdena kring Dnjestr också kallad Nya Ryssland. Han grundade staden Odessa och byggde ut starka befästningar i Sevastopol.

## Åter i Polen
Redan 1794 kallades han emellertid till Polen, där han besegrade Kosciuzsko vid Maciejowice och natten mellan 4 och 5 november under ett fasansfullt blodbad stormade Praga och den 8 november efter kapitulationen besatte Warszawa. Av kejsarinnan Katarina II erhöll han sedan värdigheten av generalfältmarskalk och flera andra hedersbetygelser. Efter kejsar Pauls trontillträde (1796) föll han i onåd på grund av sitt klander av dennes nya uniformer och militära förslag samt levde någon tid, delande sina bönders arbete, på sitt lantgods Kontsjanskoe i guvernementet Novgorod.

## Napoleonkrigen
1799 blev han i kriget mot Frankrike generalissimus för de rysk-österrikiska trupperna i Italien och av österrikiske kejsaren utnämnd till riksgeneralfältmarskalk. Den 27 april slog han fransmännen under Moreau i slaget vid Cassano, den 29 intågade han i Milano och upphävde Cisalpinska republiken och den 3 maj erövrade han Pavia samt slog sedan Moreau i upprepade strider och tog Turin. Den 17-19 juni besegrade han MacDonald vid Trebbia och 15 augusti Joubert vid Novi samt gjorde sig därefter till herre över hela norra Italien. Till belöning för dessa bragder blev han av sin kejsare upphöjd i furstligt stånd med namnet Italijskij. Betydelsen av de nämnda framgångarna förminskades dock genom tvister mellan de österrikiske befälhavarna och intriger i Wien samt genom den befallning Suvorov plötsligt erhöll att i Schweiz förena sig med Korsakov och en österrikisk kår. Under stora svårigheter tågade han över Alperna genom Sankt Gotthardpasset men fick vid sin ankomst veta att Korsakov redan blivit slagen. Genom ett mästerligt återtåg räddade han då sin svårt decimerade armé genom Graubünden in i Tyskland och gick i vinterkvarter mellan floderna Iller och Lech. Kort därefter hemkallades han av kejsar Paul, som från denna tid ändrade politik och slöt sig till Napoleon. På grund av ett obetydligt formfel föll Suvorov i onåd och blev vid sin återkomst inte mottagen av kejsaren. Tsar Alexander I däremot, lät 1801 resa hans staty i huvudstaden.
1792 grundade han staden Tiraspol i Transnistrien och finns därför avbildad både på en staty i Tiraspol och på transnistrierubeln. Hans stora militära skicklighet blev förebild för många av de senare stora ryska härförarna.

## Bildgalleri

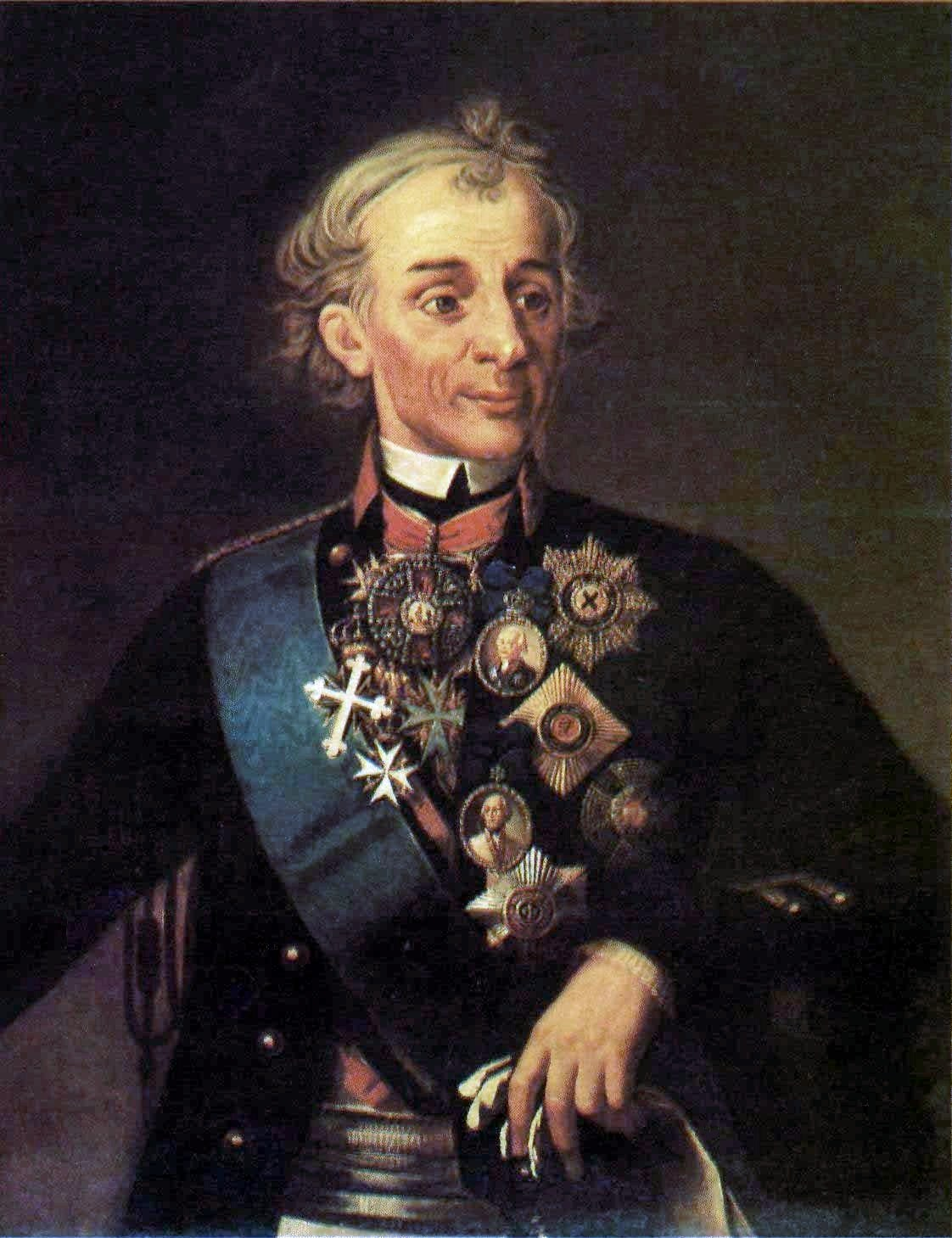
Aleksandr Suvorov, porträtt av George Dawe.
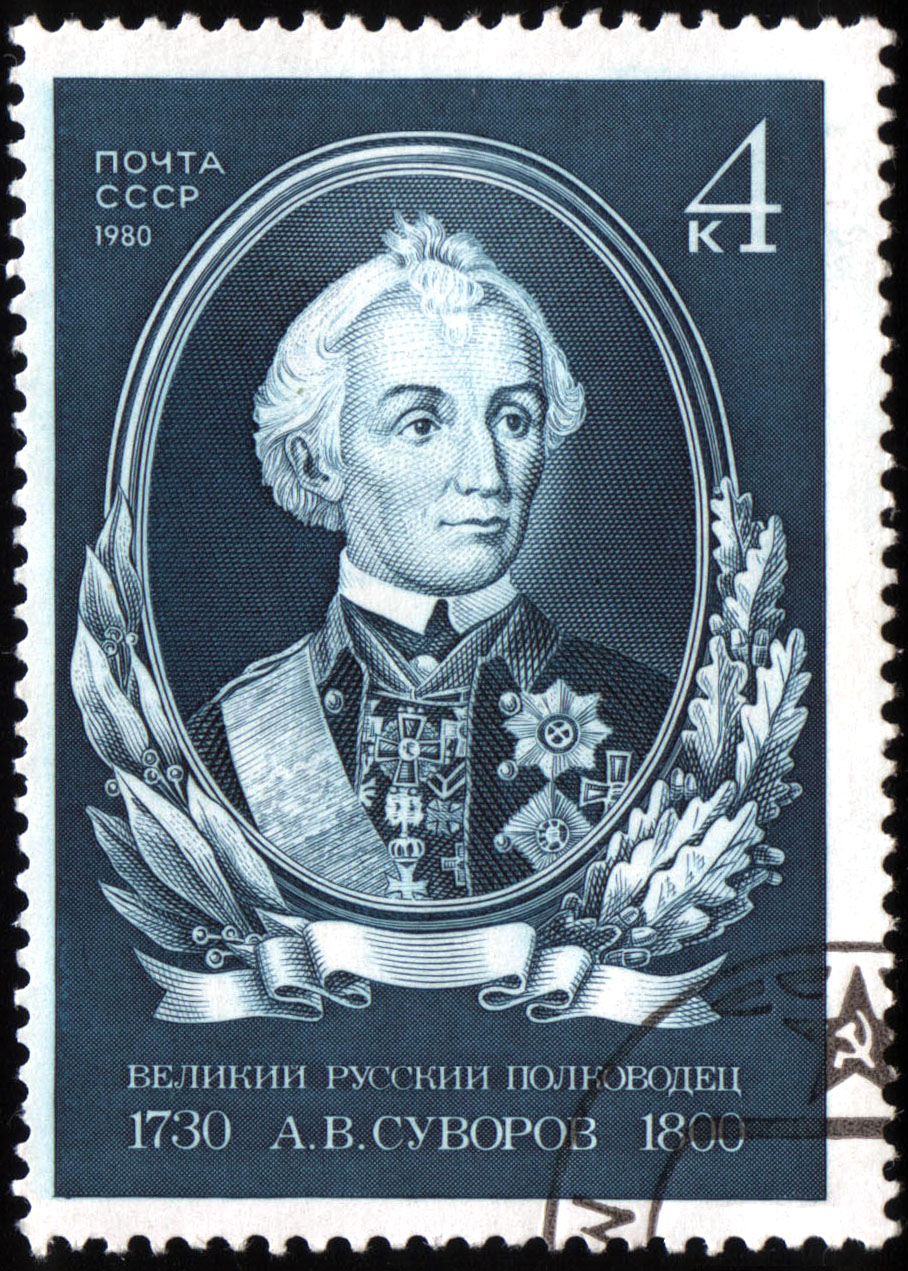
Sovjetiskt frimärke, Aleksandr Suvorov, 1980 (Michel 5009, Scott 4878).
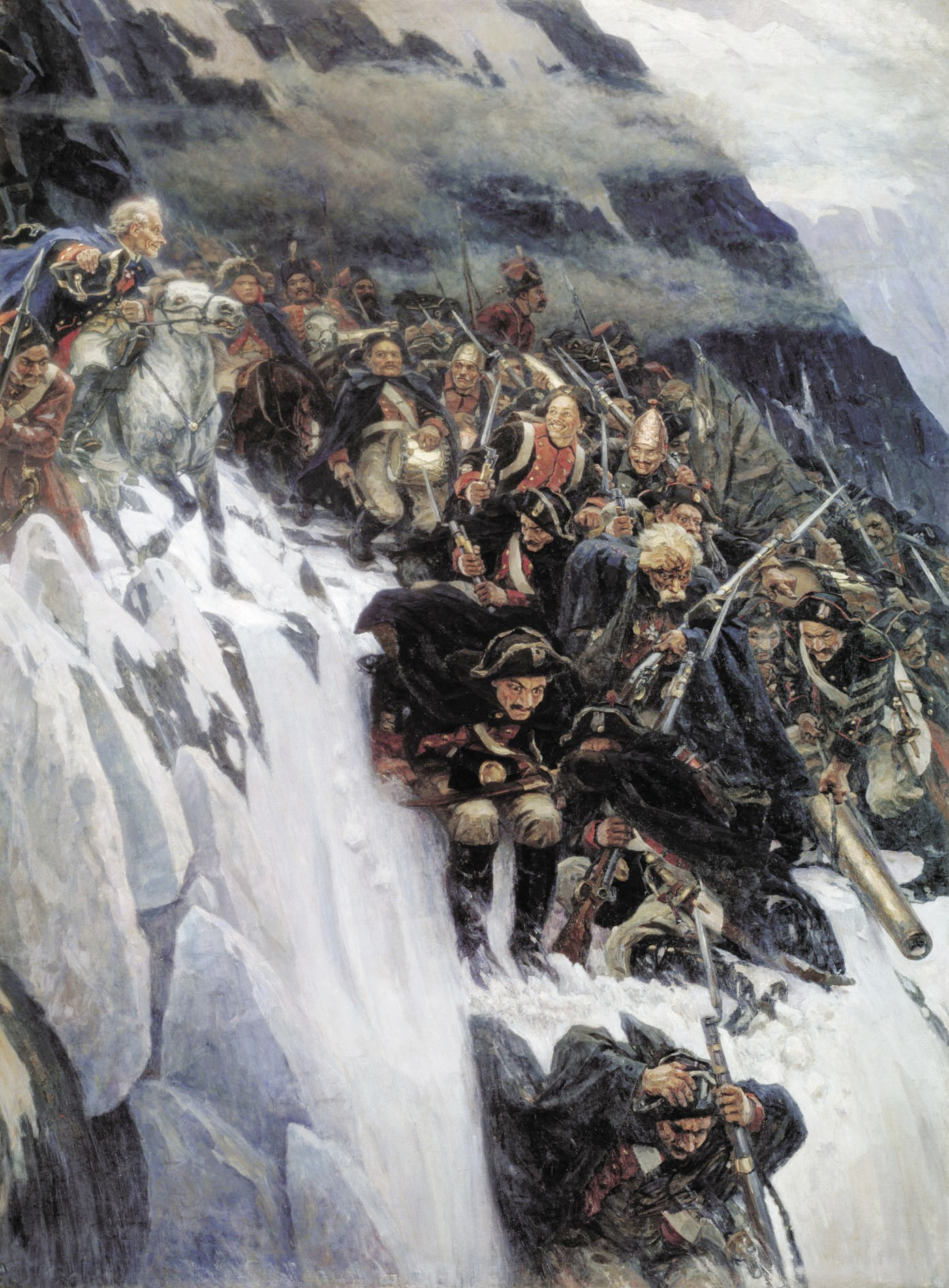
Suvorov korsar Alperna med sin armé, målning av Vasilij Surikov.
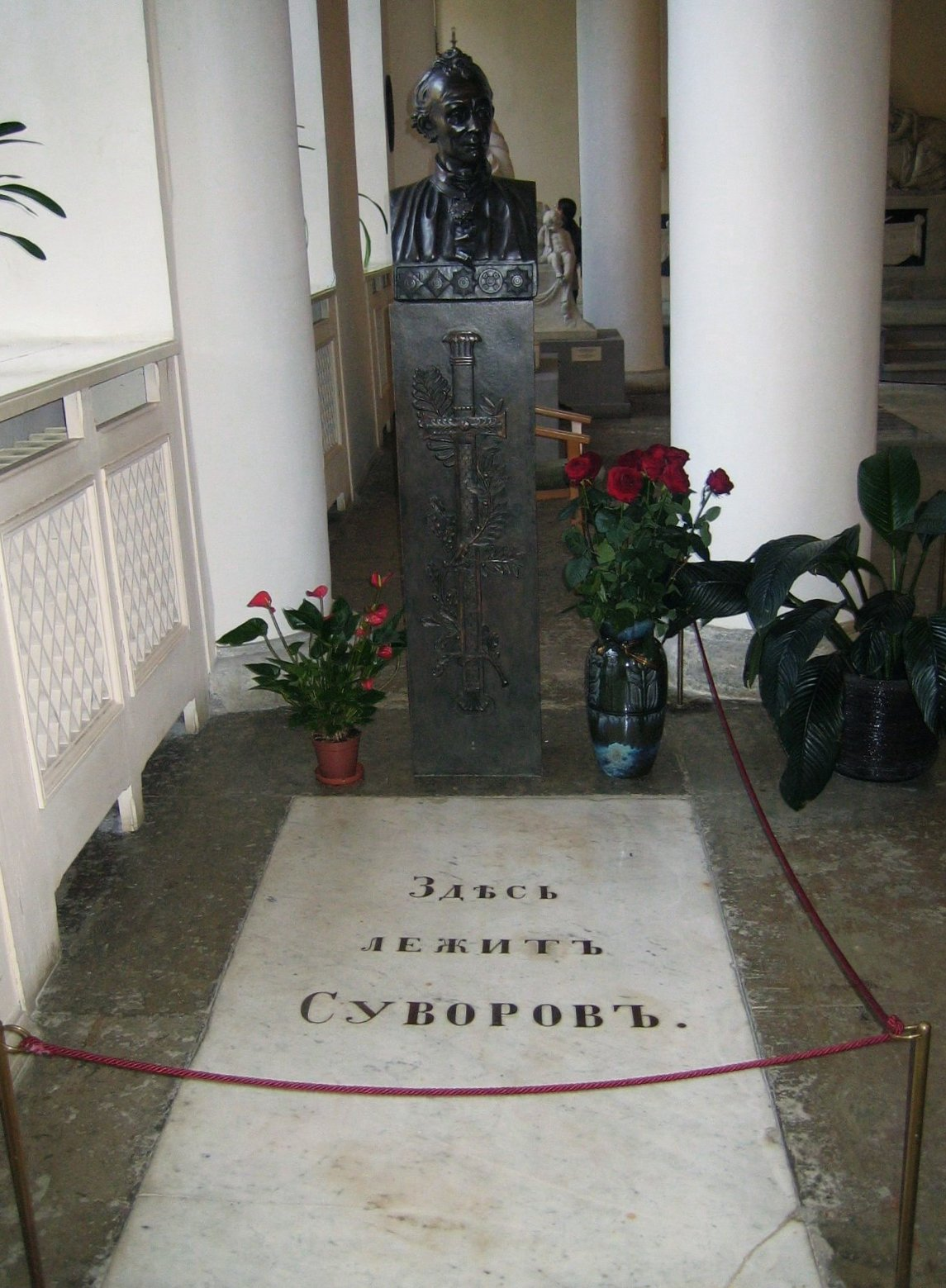
Suvorovs grav i Alexander Nevskij-klostret.
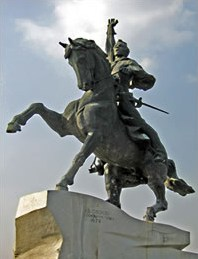
Ryttarstaty i Tiraspol.
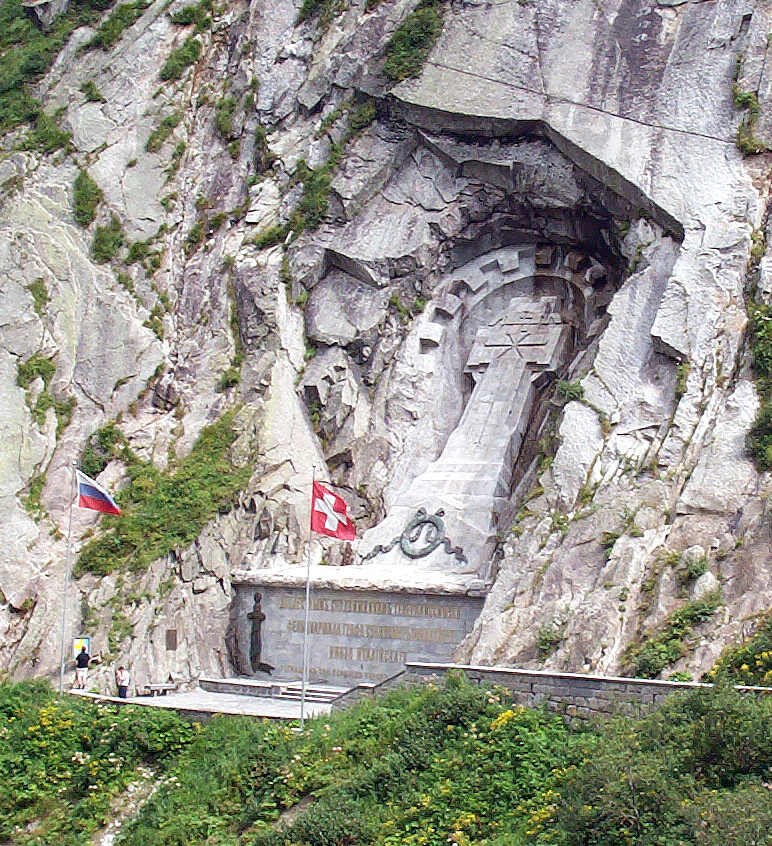
Suvorovmonumentet i Schweiz.
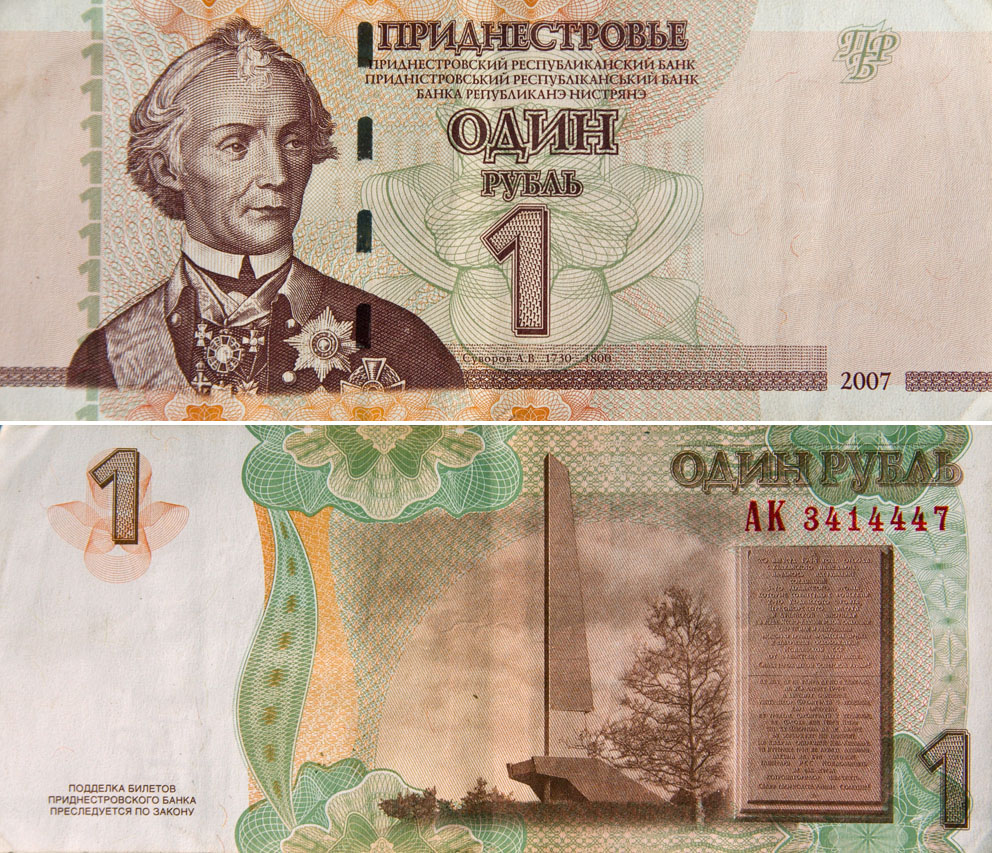
Suvorov avbildad på transnistrisk rubel.

## Utmärkelser
- Asteroiden 2489 Suvorov[8]

- Sankt Annas orden,  september 1770
- Sankt Alexander Nevskij-orden,  1771
- Georgsorden, tredje klass,  30 augusti 1772
- Georgsorden, andra klass,  10 augusti 1773
- Guldsabel "för tapperhet",  1775
- Sankt Vladimirs orden, första klassen,  1783
- Andreasorden,  1787
- Georgsorden, första klass,  29 oktober 1789
- Röda örns orden,  1794
- Svarta örns orden,  1794
- Sankt Mauritius och Sankt Lazarusorden,  1799
- Sankt Johannes av Jerusalems orden,  1799
- Riddare med storkors av Maria-Teresiaorden,  1799
- Annunziataorden,  1799
- Sankt Lazarusorden,  1800
- Sankt Hubertusorden,  1800
- Vita örnens orden
- Januariusorden
- Pour le Mérite

[Redigera Wikidata]